# わいん好き
『わいん好き』（わいんすき）は、1997年10月4日から1998年9月19日までテレビ東京で放送された料理番組。放送時間は毎週土曜 18:30 - 19:00 (JST) 、関東ローカルの番組として放送。
前番組『IT'sアクセス』と同じくTOSHIBAの一社提供で、ワインを題材とした大人向けの料理・トーク番組だった。

## 出演者
- 永井美奈子
- 田崎真也

| テレビ東京 土曜18時台後半枠               | テレビ東京 土曜18時台後半枠 | テレビ東京 土曜18時台後半枠         |
| 前番組                                    | 番組名                      | 次番組                              |
| ----------------------------------------- | --------------------------- | ----------------------------------- |
| 三菱ダイヤモンド・サッカー ↓ IT'sアクセス | わいん好き                  | ぶらり旅 ※つなぎ番組 ↓ テクノ探偵団 |

| スタブアイコン | サブスタブ | この項目は、まだ閲覧者の調べものの参照としては役立たない、テレビ番組に関連した書きかけの項目です。この項目を加筆・訂正などしてくださる協力者を求めています（P:テレビ/PJ:放送または配信の番組）。 |